# Wang Liping
Wang Liping (王麗萍S, Wáng LípíngP; Fengcheng, 8 luglio 1976) è un'ex marciatrice cinese, campionessa olimpica della 20 km a Sydney 2000.

## Palmarès
| Anno | Manifestazione  | Sede     | Evento       | Risultato | Prestazione | Note            |
| ---- | --------------- | -------- | ------------ | --------- | ----------- | --------------- |
| 2000 | Giochi olimpici | Sydney   | Marcia 20 km | Oro       | 1h29'05"    | Record olimpico |
| 2004 | Giochi olimpici | Atene    | Marcia 20 km | 8ª        | 1h30'16"    |                 |
| 2005 | Mondiali        | Helsinki | Marcia 20 km | dnf       | dnf         |                 |

## Altre competizioni internazionali
1997
- 10ª in Coppa del mondo di marcia ( Poděbrady), marcia 10 km - 42'53"

2004
- 10ª in Coppa del mondo di marcia ( Naumburg), marcia 20 km - 1h29'12"